# Ratlam (stato)
Lo Stato di Ratlam fu uno stato principesco del subcontinente indiano, avente per capitale la città di Ratlam.

## Storia

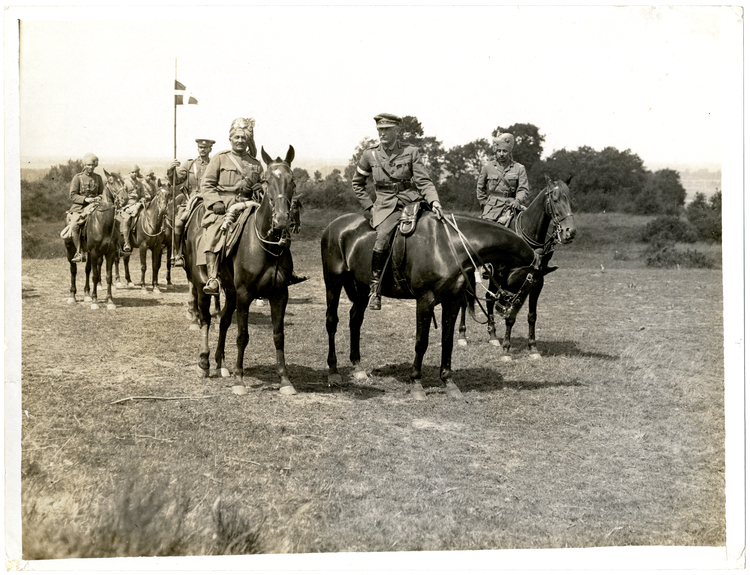
Il generale Michael Rimington, Sir Partab Singh ed il raja di Ratlam a cavallo in Francia, a Linghem

Il primo regnante dello Stato fu Ratan Singh, sposò 12 mogli, tra cui la principessa Sukhroopde Kanwar Shekhawat Ji Sahiba, figlia di Kunwar Purshottam Das di Jhajhar (Shekhawati) nel Rajasthan, la quale divenne famosa per aver commesso il sati nel 1658.
Lo Stato di Ratlam era inizialmente in vassallaggio ai governanti di Sindhia di Gwalior, ma nel 1819, venne siglato un accordo perché lo Stato divenisse un protettorato britannico.

## Governanti

### Raja
- 1695 - 1706 Chhatrasal  (m. 1712) (titolo personale di Maharaja)
- 1706 - febbraio 1716 Keshri Singh (m. 1716)
- febbraio 1716 - 1716 Pratap Singh (m. 1716)
- 1716 - 1743 Man Singh  (m. 1743)
- 1743 - 1773 Prithvi Singh  (m. 1773)
- 1773 - 1800 Padam Singh (n. 17.. - m. 1800)
- 1800 - 1825 Parbat Singh (m. 1825)
- 1825 - 29 agosto 1857 Balwant Singh  (n. 1814 - m. 1857)
- 1825 – c.1832 Borthwick –Regent
- 29 agosto 1857 - 27 gennaio 1864 Bhairon Singh  (n. 1839 - m. 1864)
- 27 gennaio 1864 - 20 gennaio 1893 Ranjit Singh (n. 1860 - m. 1893) (dal 15 febbraio 1887, Sir Ranjit Singh)
  - 27 gennaio 1864 - 1º gennaio 1880 Khan Bahadur Mir Shahamat Ali -reggente
- 20 gennaio 1893 - 1º gennaio 1921 Sajjan Singh (n. 1880 - m. 1947) 
  - 20 gennaio 1893 - 15 dicembre 1898 Khan Bahadur Cursetji   (n. 18.. - m. 1903) Rustamji -reggente

### Maharaja
- 1º gennaio 1921 - 3 febbraio 1947 Sajjan Singh
- 3 febbraio 1947 - 15 agosto 1947 Lokendra Singh  (n. 1927 - m. 1991)